# Associazione Sportiva Cerveteri 1993-1994
Questa voce raccoglie le informazioni riguardanti  l'Associazione Sportiva Cerveteri nelle competizioni ufficiali della stagione 1993-1994.

## Rosa
| N. |                   | Ruolo | Calciatore          |
| -- | ----------------- | ----- | ------------------- |
|    | Italia (bandiera) | D     | Marco Ciannavei     |
|    | Italia (bandiera) | A     | Cristiano Cimadom   |
|    | Italia (bandiera) | A     | Fabio Contestabile  |
|    | Italia (bandiera) | C     | Andrea Cucchiella   |
|    | Italia (bandiera) | C     | Michele Del Vecchio |
|    | Italia (bandiera) | C     | Andrea Di Rosa      |
|    | Italia (bandiera) | P     | Giorgio Frezzolini  |
|    | Italia (bandiera) |       | Giorgio Funari      |
|    | Italia (bandiera) | C     | Francesco Galeoto   |
|    | Italia (bandiera) | D     | Manolo Liberati     |
|    | Italia (bandiera) |       | Liverani            |
|    | Italia (bandiera) | C     | Calogero Lo Bue     |
|    | Italia (bandiera) | C     | Paolo Longhi        |
|    | Italia (bandiera) | C     | Massimo Mariani     |

| N. |                       | Ruolo | Calciatore           |
| -- | --------------------- | ----- | -------------------- |
|    | Italia (bandiera)     | D     | Pietro Marras        |
|    | Italia (bandiera)     | D     | Antonio Martino      |
|    | San Marino (bandiera) | C     | Marco Mazza          |
|    | Italia (bandiera)     |       | Oliva                |
|    | Italia (bandiera)     | D     | Giuliano Pierobon    |
|    | Italia (bandiera)     | P     | Daniele Pinata       |
|    | Italia (bandiera)     |       | Pisola               |
|    | Italia (bandiera)     | A     | Luigi Pomponi        |
|    | Italia (bandiera)     | A     | Alessandro Ponzi     |
|    | Italia (bandiera)     | D     | Claudio Scopece      |
|    | Italia (bandiera)     | C     | Marco Scorsini       |
|    | Italia (bandiera)     | P     | Maurizio Valeri      |
|    | Italia (bandiera)     | P     | Gianluigi Valleriani |
|    | Italia (bandiera)     | A     | Riccardo Zaffarani   |